# Steingrub (Eurasburg)
Steingrub ist ein Ortsteil der oberbayerischen Gemeinde Eurasburg im Landkreis Bad Tölz-Wolfratshausen. Die Einöde liegt circa vier Kilometer nordwestlich von Eurasburg.

## Baudenkmäler
Siehe auch: Liste der Baudenkmäler in Steingrub
- Dittmühle (Haus Mühljörg)